# Лебедько, Анатолий Владимирович
Анато́лий Влади́мирович Лебе́дько (бел. Анато́ль Уладзі́міравіч Лябе́дзька; род. 27 июня 1961, дер. Трилес Столбцовского района Минской области) — белорусский оппозиционный политик, до 2018 года занимал должность лидера Объединённой гражданской партии (ОГП).

## Биография
Родился 27 июня 1961 года в деревне Трилес Столбцовского района Минской области.
Работал механизатором в колхозе им. Суворова Столбцовского района (1979—1980).
Окончил факультет истории и французского языка Минского государственного педагогического института им. М. Горького в 1985 году, специальность — преподаватель истории.
В 1993 году Лебедько получил второе высшее образование, окончив юридический факультет Белорусского государственного университета.
Служил в Советской армии с 1985 по 1987 годы.
Работал заместителем директора Ошмянской школы-интерната Гродненской области.
Депутат Верховного Совета 12-го созыва, заместитель председателя Комиссии по делам молодёжи.
Депутат Верховного Совета 13-го созыва.
Женат, имеет сына. Владеет английским и французским языками.

## Политическая деятельность

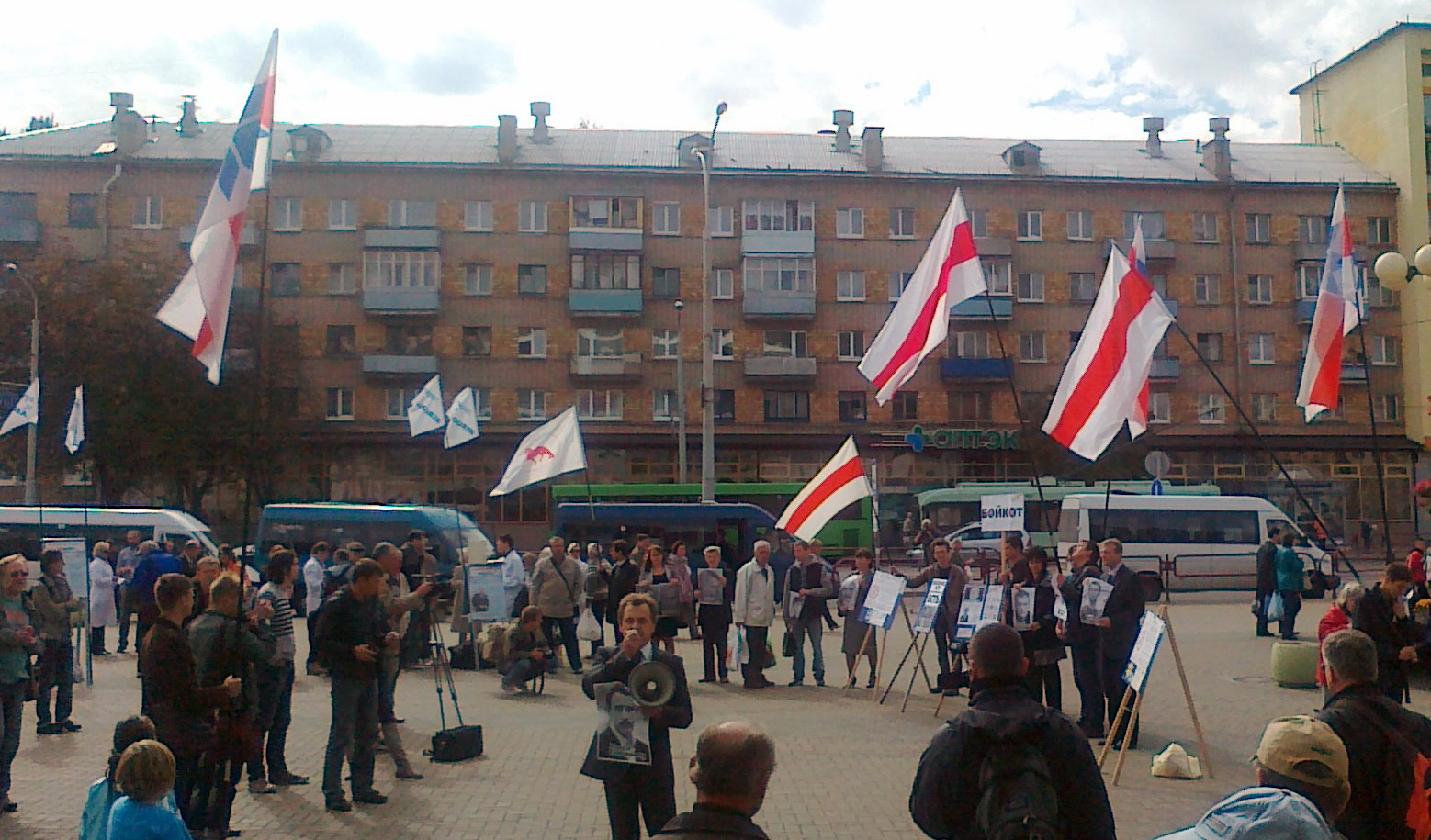
Во время пикета за бойкот: «Не ходите на выборы — вас обманут!» (выборы в парламент, 2012). 15 сентября 2012, Минск, площадь перед Комаровским рынком. Выступает с мегафоном.

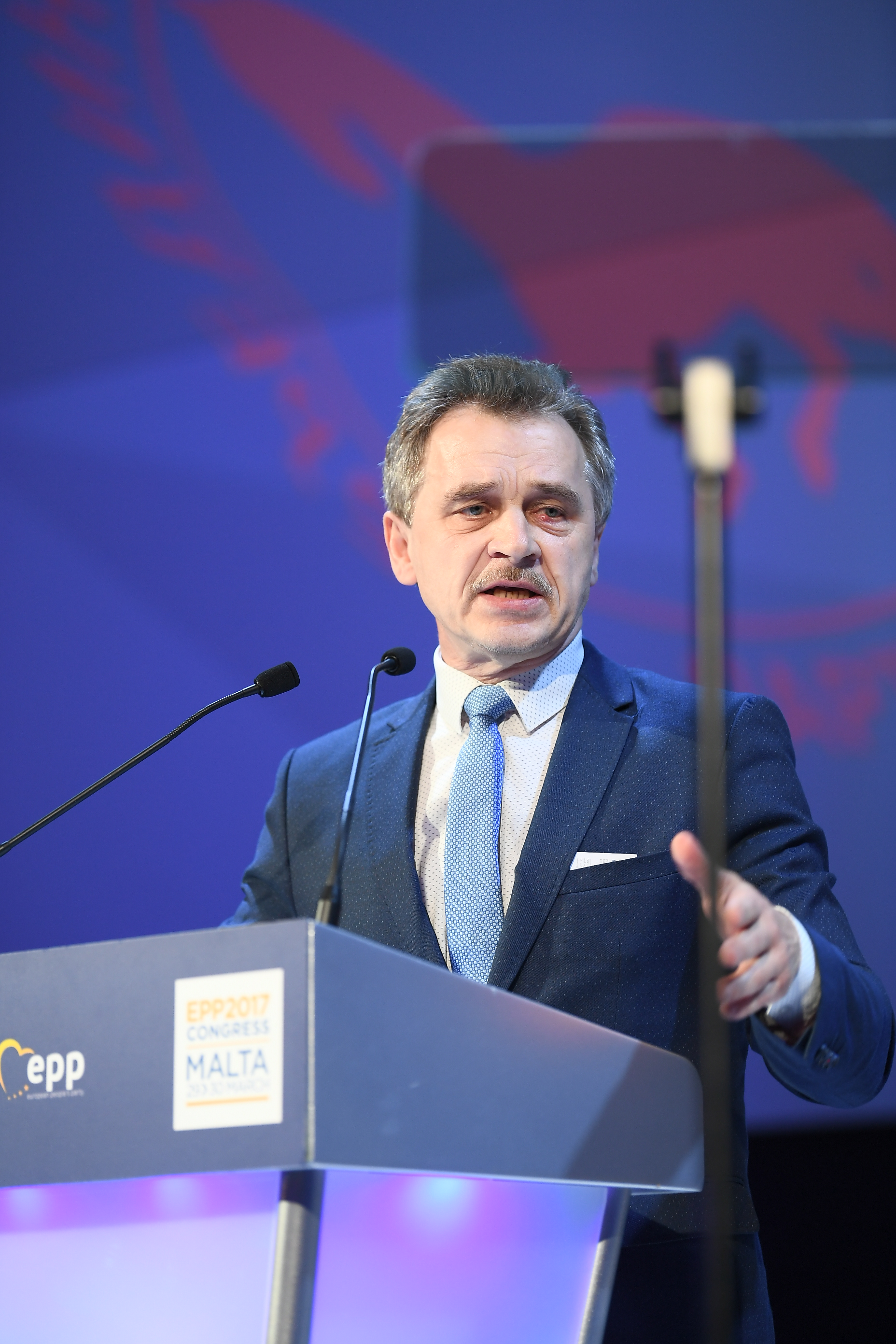
На конгрессе Европейской народной партии. Мальта, 2017 год

Во время избирательной кампании 1994 года поддержал А. Г. Лукашенко.
Вступил в ОГП, был избран заместителем председателя этой партии. 15 апреля 2000 года избран председателем ОГП.
Резкая оппозиция Лебедько по отношению к Лукашенко в конце 1990-х годов привела к ожесточённой конфронтации с белорусскими властями. Он был много раз под арестом за участие в несанкционированных протестах и маршах; несколько раз обвинялся в клевете против Лукашенко; был избит возле своего дома людьми в масках, которые, как он утверждает, были связаны с Лукашенко. Лебедько проявляет политическую ярость, чтобы иметь возможность часто контактировать с группами за пределами Белоруссии, которые Лукашенко обвиняет во вмешательстве во внутренние дела Белоруссии. В частности, один из арестов Лебедько был осуществлён вскоре после того, как он выступил в Сенате США и на встрече ОБСЕ в октябре 1999 года, взывая к введению обоими органами санкций против Лукашенко.
После парламентских выборов в октябре 2004 года, которые объединили с референдумом по разрешению Лукашенко баллотироваться на третий срок, Лебедько и другие лидеры оппозиции обвиняли власть в фальсификации результатов выборов, что было отражено в отчётах наблюдателей за выборами от ОБСЕ. На второй день протеста, 19 октября, Лебедько был арестован наряду с двумя другими лидерами оппозиции — Николаем Статкевичем и Павлом Северинцом, а также фотографом «Associated Press», освещавшим акцию протеста. Лебедько был сильно избит сотрудниками милиции после ареста, после чего он оказался в больнице с повреждениями черепа, сломанными рёбрами и внутренними повреждениями.
На Конгрессе Демократических Сил в октябре 2005 года Лебедько уступил несколько голосов Александру Милинкевичу, который стал (с последующей поддержкой Лебедько) единым кандидатом от оппозиции на президентских выборах 2006 года в Белоруссии.
Был выдвинут кандидатом в депутаты Палаты Представителей по списку Объединённых демократических сил на выборах, которые состоялись 28 сентября 2008 года.
21 марта 2010 года на XIII съезде ОГП Лебедько подавляющим большинством голосов был переизбран председателем партии.
В ночь с 19 на 20 декабря 2010 года был похищен неизвестными из своей квартиры. Содержался в СИЗО КГБ. Обвиняется в организации массовых беспорядков.
11 января 2011 года Amnesty International признала Лебедько узником совести. 6 апреля 2011 года вышел на свободу.
В 2015 году принял участие в президентских выборах, но не смог собрать подписи. Был одним из организаторов предвыборной акции протеста 10 октября 2015 года.
В 2016 году поддерживал протесты индивидуальных предпринимателей, выступал на предпринимательских акциях и даже организовывал некоторые из них. После того, как власти пошли на уступки, и предпринимательское движение стало затухать, пытался вернуть ему силу, организовывая встречи с предпринимателями, но безуспешно.
С 2020 года является представителям Светланы Тихановской по вопросам конституционной реформы С октября 2021 года в эмиграции.

### Арест сына
28 марта 2023 был задержан сын Анатолия — Артём. Анатолий Лебедько отреагировал на задержание сына сообщением в фейсбуке, в котором он выразил ненависть к силовикам и беспомощность перед их бесчеловечностью и мерзостью. Он также написал, что его сын не уехал из Беларуси, потому что хотел там жить и был убежден, что ему нечего предъявить. 30 апреля на Артёма Лебедько завели уголовное дело за финансирование «экстремистской» деятельности, в том числе Фонда солидарности BYSOL. 24 августа Артёма Лебедько приговорили к трём с половиной годам колонии общего режима.
Власти Беларуси давят на родственников оппозиции разными способами:
- запугивание и угрозы лишением работы, земли или жилья
- задержания, аресты, фабрикация уголовных дел и пытки
- обыски, конфискация имущества, запрет на выезд и принуждение к покаянию

## Награды
- Журналистская премия им. А. Майсени (1997)[источник не указан 2471 день]
- Диплом Белорусской ассоциации журналистов «За установление свободы прессы в Беларуси» (1999)[1]